# Giovanni Francesco Guerniero

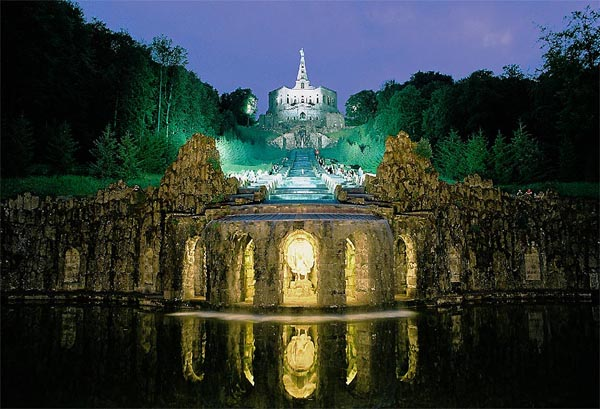
Der Herkules und die Kaskaden in Kassel

Giovanni Francesco Guerniero (* um 1665 in Rom; † 19. März 1745 ebenda) war ein italienischer Architekt und Baumeister.
Bei einer Grand Tour durch Italien 1699/00 lernte der hessische Landgraf Karl den Römer kennen und engagierte ihn, um seine Vorstellungen eines Barockparks in Kassel zu verwirklichen. Guerniero schuf ab 1701 das Herkules-Monument und die damit verbundenen weitläufigen Anlagen der Kaskaden im Bergpark Wilhelmshöhe bei Kassel. Als das Projekt wegen Planungsfehlern und Geldmangel nicht vollendet werden konnte, setzte Guerniero sich vor der Einstellung der Bauarbeiten wieder nach Italien ab.

## Werke
- Delineatio Montis. Kassel 1706 (Pläne und Ansichten. Facsimile Leipzig und Stuttgart 1988)